# Fredriksdalsbron
Fredriksdalsbron är en spårvägsviadukt på Tvärbanan mellan hållplatserna Gullmarsplan och Mårtensdal i Stockholm. 

## Beskrivning
Ett tidigare arbetsnamn var Kvarnbron, efter Skanskvarn som finns i omedelbar närhet. Bron är 379 m lång och invigdes år 2002, den leder Tvärbanan nerför sluttningen mot Hammarby sjöstad. Bron kallas ofta felaktigt för "Mårtensdalsbron". För ritningarna stod Rundquist Arkitekter.
Den nedre anslutningen till bron är ca 130 meter lång och kallas för "Mårtensdalsrampen" men har inget officiellt namn.
Sedan bron byggdes har flera vägfordon oavsiktigt åkt upp på rampen och enstaka har kommit ända upp på bron. Den 2 december 2012 lyckades en bil att ta sig nästan hela vägen upp till Gullmarsplan och åkte hela 560 meter från rampens början, dvs hela rampen och brons längd. Vid växelpartiet innan Gullmarsplan tog det dock stopp. Bilen fick bärgas med hjälp av en spårgående traktor.

## Bilder

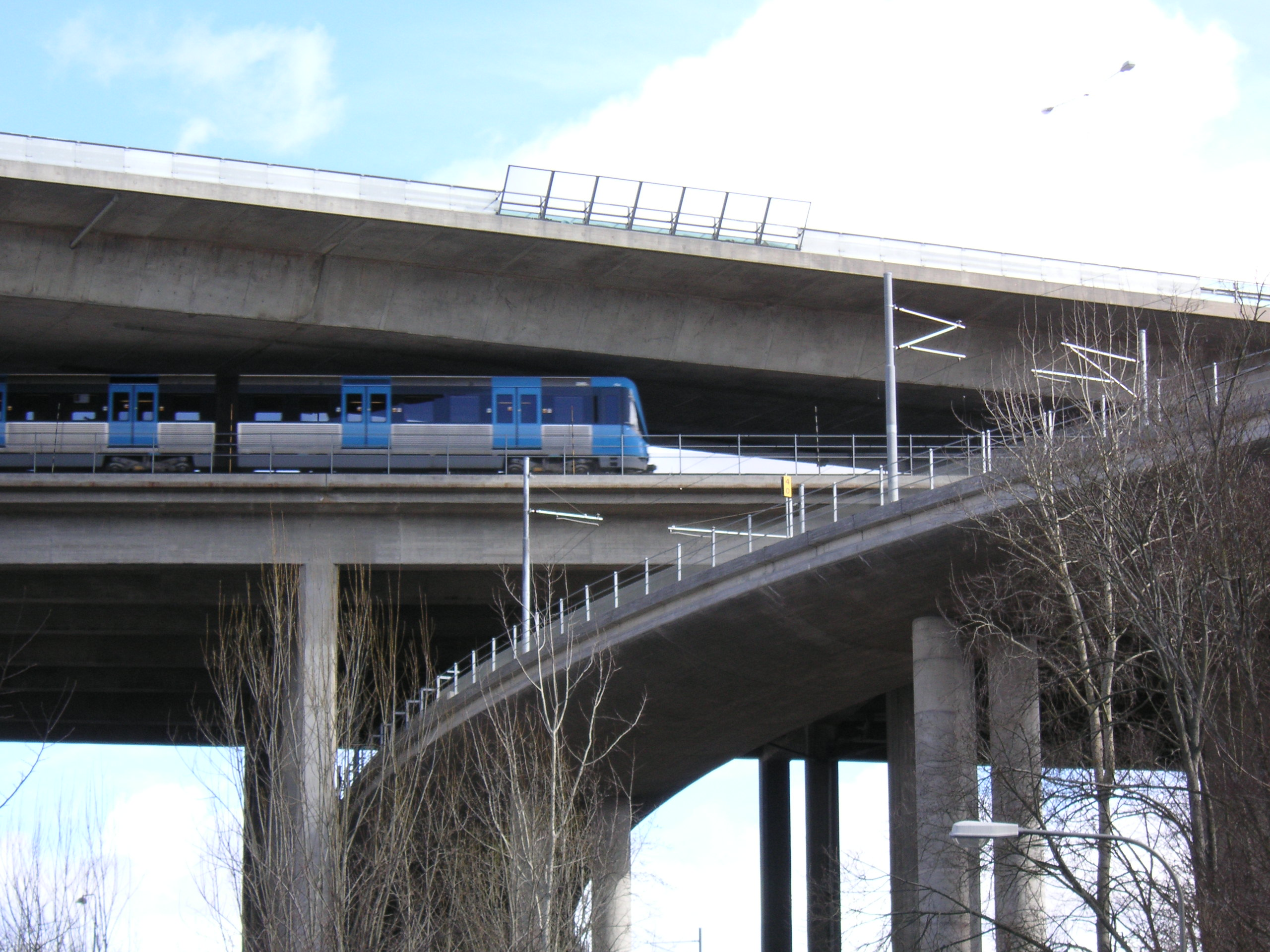
Fredriksdalsbron längst ner, under Johanneshovsbron och Skanstullsbron.
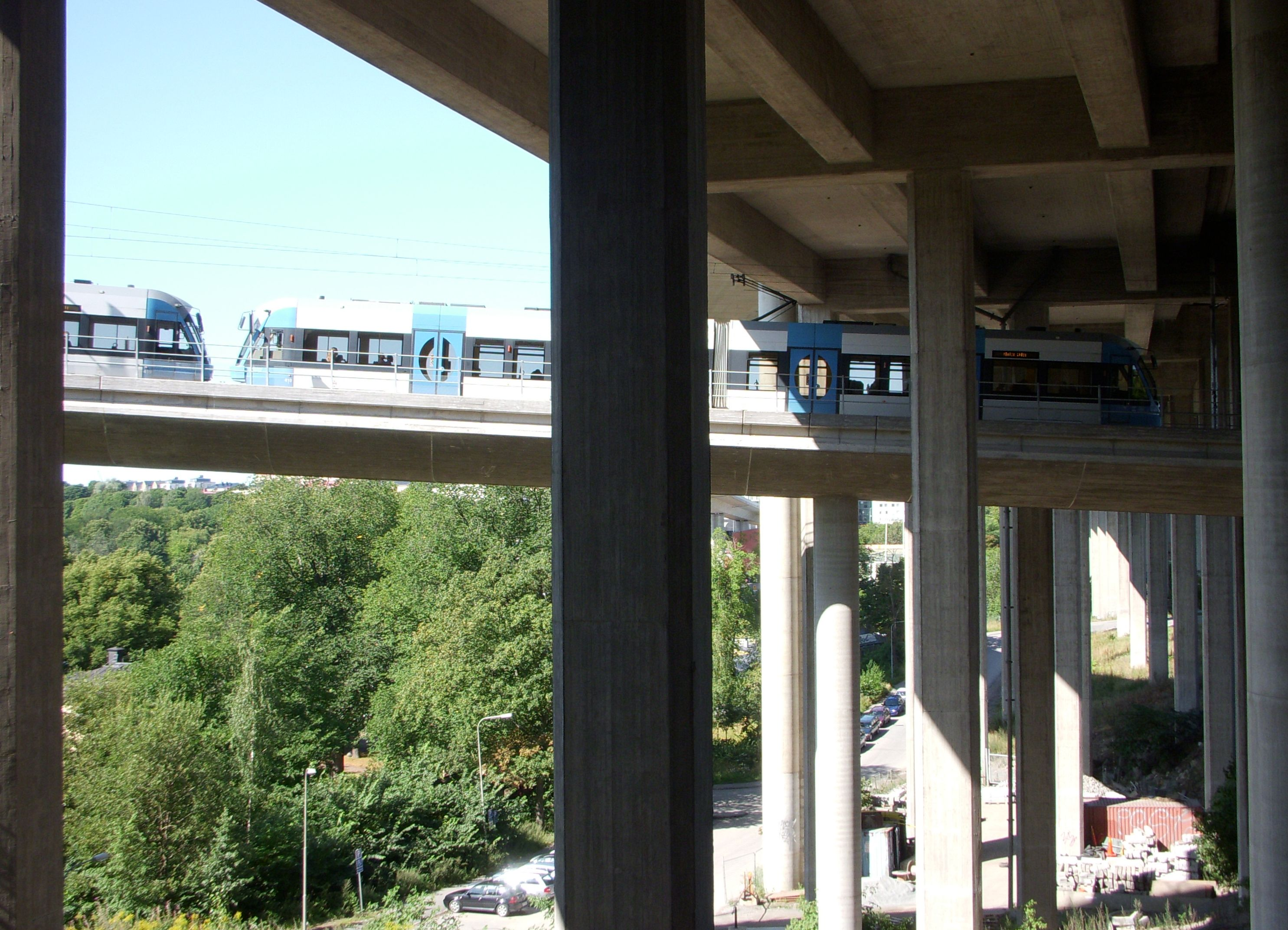
Tvärbanan kör in under Skanstullsbron.
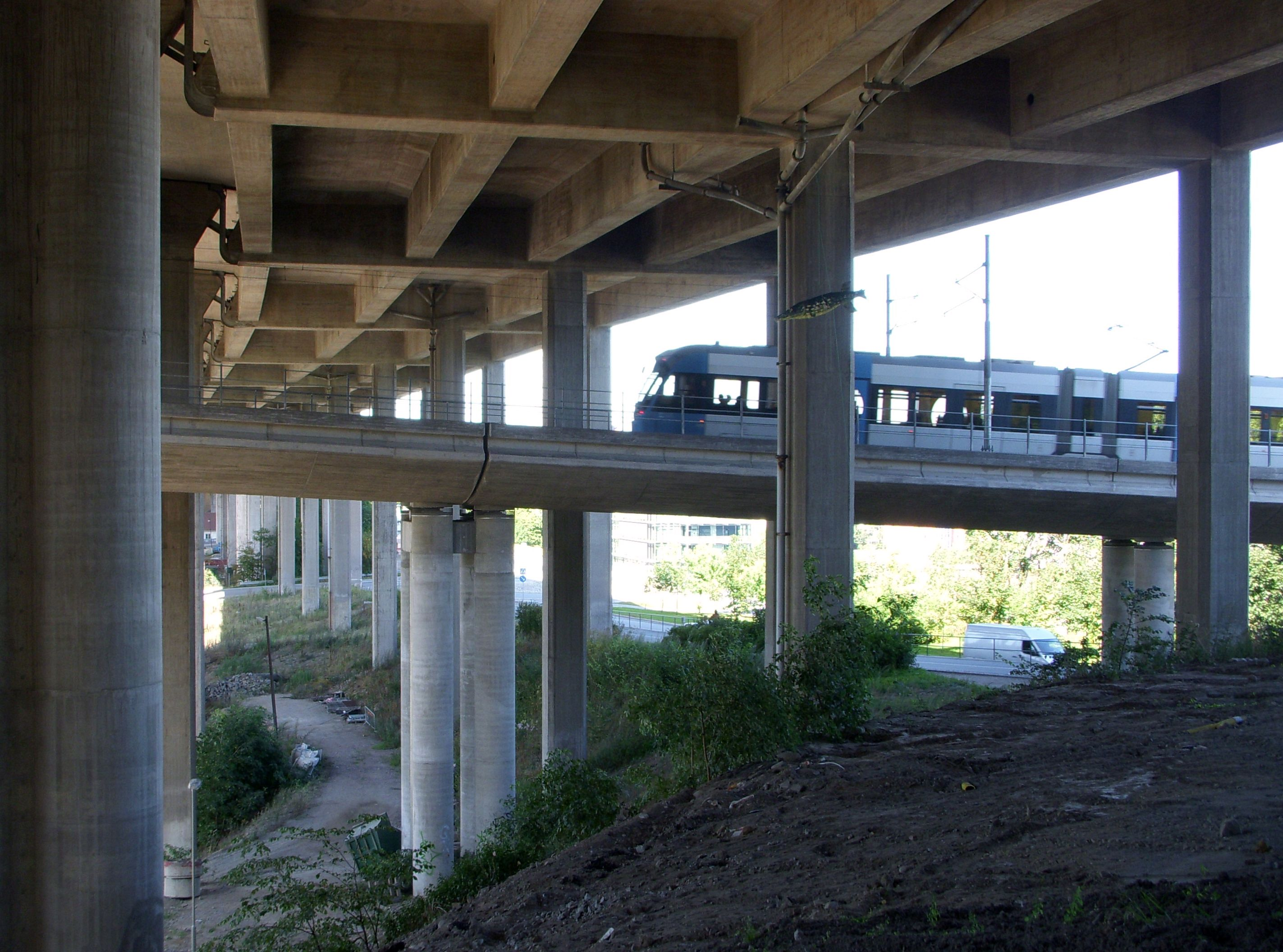
Tvärbanan kör ut under Skanstullsbron.
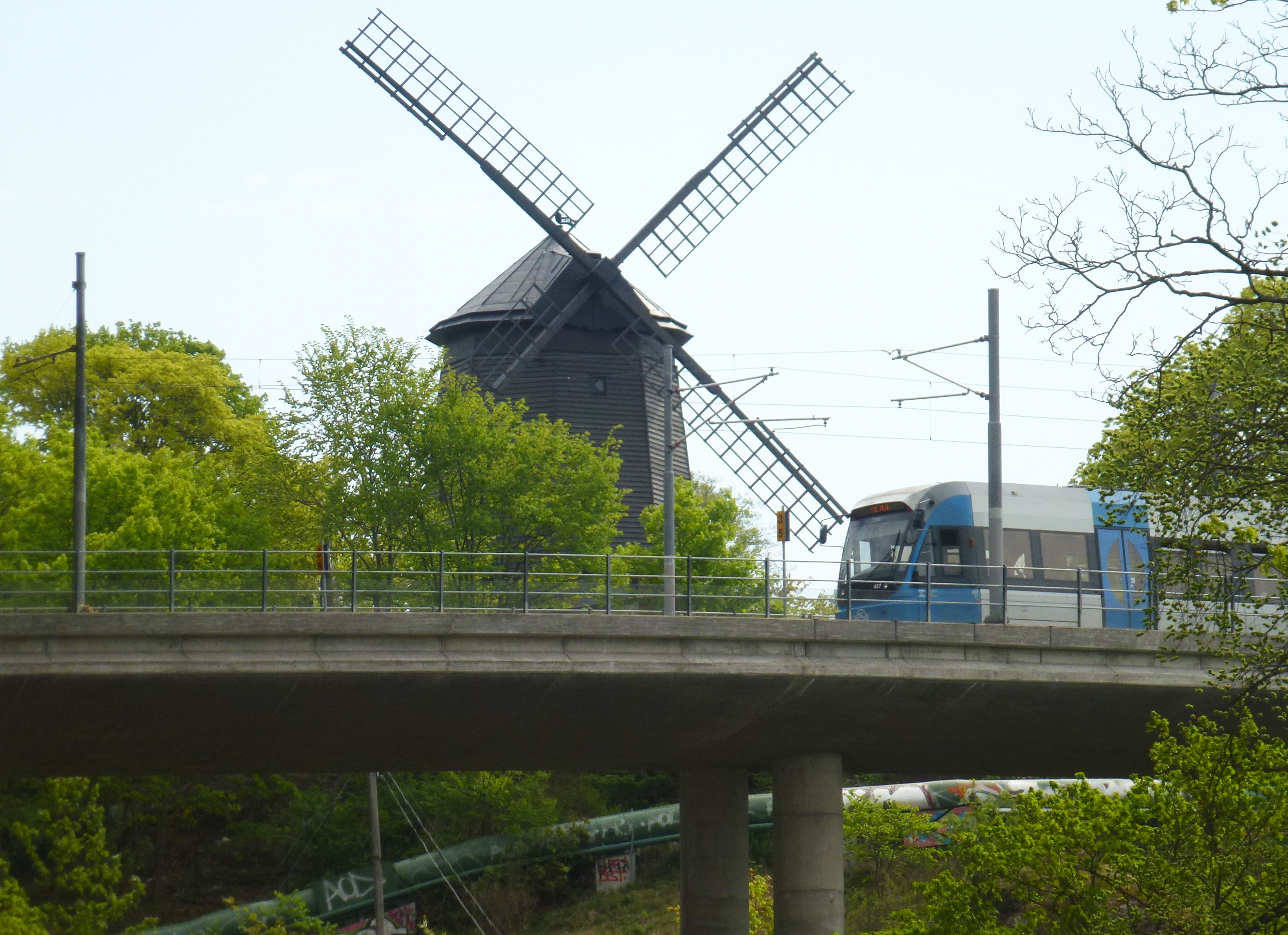
Fredriksdalsbron med Skanskvarn.